# La vil seducción
La vil seducción es una obra de teatro de Juan José Alonso Millán, estrenada en 1967.

## Argumento
Alicia es una actriz de teatro, cansada ya de la vida que lleva, viajando de pueblo en pueblo por teatros mediocres. Un día, tras una función de Don Juan Tenorio, decide escapar, disfrazada con el hábito de Doña Inés. Acaba en la casa de Doña Elvira, en un pequeño pueblo de la España profunda. Tanto la señora, como su hijo Ismael, la confunden con una monja, en profundo contraste con su desenvuelto comportamiento.

## Estreno
- Teatro Reina Victoria, Madrid, 18 de noviembre de 1967.
  - Dirección: Fernando Fernán Gómez.
  - Intérpretes: Analía Gadé, Fernando Fernán Gómez, Aurora Redondo, Manuel Alexandre, Antonio Varo, Avelino Cánovas, Manuel Peña, Ángel Calero, Venancio Muro.

## Adaptación cinematográfica
En 1968 se estrenó, basada en la obra, la película La vil seducción, de José María Forqué, protagonizada por Analía Gadé, Fernando Fernán Gómez y Milagros Leal.